# Halkosaaret (ö i Norra Karelen, Joensuu, lat 63,19, long 29,56)
Halkosaaret är en ö i Finland. Den ligger i sjön Pielisjärvi och i kommunen Juga i den ekonomiska regionen  Joensuu ekonomiska region  och landskapet Norra Karelen, i den sydöstra delen av landet, 400 km nordost om huvudstaden Helsingfors. Öns area är 1,5 hektar och dess största längd är 200 meter i nord-sydlig riktning.  Notera att namnet antyder att det är fråga om flera öar.